# Нафтова облямівка
Нафтова облямівка (рос. нефтяная оторочка; англ. oil fringe, oil rim, нім. Erdölsaum m) – нафтова частина газонафтового або газоконденсатно-нафтового покладу, розмір і геологічні запаси якої набагато менші від газової (газоконденсатної) частини двофазного покладу. 
Залежно від розмірів нафтові облямівки розділяють на промислові і непромислові. 
За умовами залягання відносно газової частини покладу виділяють підстеляючі і обрисовуючі нафтові облямівки.